# تیم ملی فوتبال لبنان
تیم ملی فوتبال لبنان (به عربى: منتخب لبنان لكرة القدم) نماینده کشور لبنان در مسابقات بین‌المللی و آسیا است که زیر نظر فدراسیون فوتبال لبنان فعالیت می‌کند.
اولین بازی رسمی این تیم در تاریخ ۲۷ آوریل ۱۹۴۰ میلادی در برابر تیم ملی فوتبال فلسطین برگزار شده‌است.